# Tossal Rodó (Cabra del Camp)
|  | Aquest article tracta sobre la muntanya de Cabra del Camp. Vegeu-ne altres significats a «Tossal Rodó». |

El Tossal Rodó és una muntanya de 629 metres que es troba al municipi de Cabra del Camp, a la comarca catalana de l'Alt Camp.